# Hermann Emil Fischer
Hermann Emil Fischer (n. 9 octombrie 1852, Euskirchen, Provincia Rinului⁠(d), Regatul Prusiei – d. 15 iulie 1919, Berlin, Germania) a fost un chimist german, profesor universitar la Erlangen, Würzburg și Berlin, laureat al Premiului Nobel pentru chimie pe anul 1902, având contribuții în domeniul chimiei organice și biologice.
Motivația Juriului Nobel: „în recunoașterea serviciilor extraordinare pe care le-a făcut prin lucrările sale asupra sintezei zahărului și purinei”.

## Biografie
Emil Fischer s-a născut la 9 octombrie 1852. Tatăl său, om de afaceri, îl încurajează să-și construiască o carieră, studiind științele exacte. Urmează seminarii de fizică și mineralogie. Se transferă la Universitatea din Strasbourg, unde profesorul Adolf von Maeyer îi schimbă invariabil domeniile de studii și descoperiri: chimia.
A efectuat primele cercetări pentru descifrarea alcătuirii proteinelor. În anul 1875 el a arătat cum hidrazina poate fi folosită la separarea și identificarea diferitelor tipuri de zahăr din amestecurile impure. În urma acestor succese, a fost invitat de către Adolf von Baeyer la Universitatea din Erlangen, unde a făcut primele observații asupra stereochimiei. Apoi a studiat purinele, elucidând structura acestora în detaliu, legând-o de mecanismul vieții. Emil Fischer a arătat că purinele (constituenți ai acizilor nucleici) sunt molecule-cheie în țesuturile vii.
Deși în 1902 i s-a acordat Premiul Nobel, viața științifică a lui Emil Fischer și-a continuat linia ascendentă. Următorii ani a manifestat interes în studiul moleculelor complicate ale proteinelor, arătând modul în care aminoacizii se combina în molecula proteică, precum și metoda de legare a acestora. În 1907 a construit o moleculă proteică alcătuită din 18 unități de aminoacizi.
Experimentând-o a arătat că enzimele digestive o atacă la fel ca pe o proteină naturală. Descoperirile ulterioare au demonstrat că din multitudinea de aminoacizi existenți, viața a selectat doar 20, din care: glicina, alanina, valina, leucina, izoleucina, fenilalanina, prolina, triptofanul, serina, treonina, metionina, asparagina, acidul glutamic, cisteina, tirozina, histidina, lizina și arginina. Fischer a demonstrat că aminoacizii proveniți din hidroliza proteinelor, prin recombinare alcătuiesc un grup de substanțe numite peptide (sau peptone). Apare o legătură covalentă, numită legătură peptidică, rezultată din reacția părții acide a unui aminoacid cu gruparea aminică (bazică) a altuia. Legătura peptidică permite combinarea a doi sau mai mulți acizi aminați pentru a forma lanțurile de aminoacizi. Emil Fischer a sintetizat peptide care aveau într-un lanț până la 18 aminoacizi.